# Allen Norton
Allen Norton is een historisch Brits bedrijfje dat kopieën van Norton Manx-wegracemotoren leverde.
De bedrijfsnaam was: Bernie Allen, Great Bedwyn, Marlborough, Wiltshire. 
Engels bedrijf van Bernie Allen, die in 1990 replica's van de beroemde Norton Manx-racers ging bouwen. Hij knapte hiervoor geen oude machines op, maar bouwde ze volledig nieuw.
De motorblokken werden geleverd door Summerfield Engineering uit Derbyshire. Dit had de rechten gekregen na de dood van Norton-tuner Ray Petty. De frames kwamen van Goodman Engineering. Omdat Goodman en Summerfield betere (nieuwe) mallen gebruikten was de kwaliteit van de motorfietsen beter dan die van de originele machines, die in 1962 voor het laatst gemaakt waren. Allen kreeg speciaal toestemming om in Engeland de naam "Norton" te voeren.
De productie-aantallen waren laag. Allen leverde de machines in 1992 nog, maar kon er slechts 1 per 2 weken bouwen. Hij was toen 61 jaar.